# Merche García
Mercedes García (La Vega, Sariego, 2008), más conocida como Merche García, es una artista marcial mixta y judoka española. Ha sido doble campeona del mundo juvenil de MMA.

## Trayectoria
Nació en la localidad asturiana de Vega en 2008. Empezó a entrenar en el Bandog Fight Club de Gijón. Ha competido en MMA, judo, sambo, grappling y jiu-jitsu brasileño.

## Palmarés
En 2023, con 15 años, ganó en Abu Dhabi el campeonato del mundo júnior de MMA en la categoría “Youth B” de 67 kilos, siendo la primera española en lograrlo. Al año siguiente, revalidó el título mundial de la Federación Internacional de Artes Marciales Mixtas (IMMAF) en la categoría A, dentro del peso ligero de 70,3 kilos, por decisión unánime ante la luchadora uzbeka Rozikova, de 17 años.
Ha ganado varios campeonatos nacionales en grappling, sambo y judo. También se convirtió en campeona del mundo y de Europa de grappling. En sambo obtuvo un bronce europeo. Y ganó un campeonato de España de judo.